# جامع العثمانية (حلب)
جامع العثمانية هو أحد الجوامع والمساجد الأثرية التاريخية في مدينة حلب السورية، وهو يقع في حي باب النصر أحد أقدم أحياء حلب، ومشيد وباني الجامع هو عثمان باشا الوزير ابن عبد الرحمن باشا بن عثمان باشا يكن الدوركي الأصل. الحلبي المولد والنشأة. ولقد ترقى في العديد من الولايات المناصب والرتب حتى أصبح رئيساً للوزراء وانتهت به الحال في ولاية جدة وشغل منصب مشيخة الحرم المكي فأقام في مكة حتى أدركته الوفاة سنة 1160هـ ودفن فيها، ويوجد في الجامع مدرسة كبيرة لتعليم وتحفيظ القرآن الكريم.